# Maborfelia picta
Maborfelia picta är en tvåvingeart som beskrevs av Loïc Matile 1988. Maborfelia picta ingår i släktet Maborfelia och familjen platthornsmyggor.
Artens utbredningsområde är Elfenbenskusten. Inga underarter finns listade i Catalogue of Life.